# Hexatoma (Eriocera) neosaga
Hexatoma (Eriocera) neosaga is een tweevleugelige uit de familie steltmuggen (Limoniidae). De soort komt voor in het Neotropisch gebied.